# Biotrén

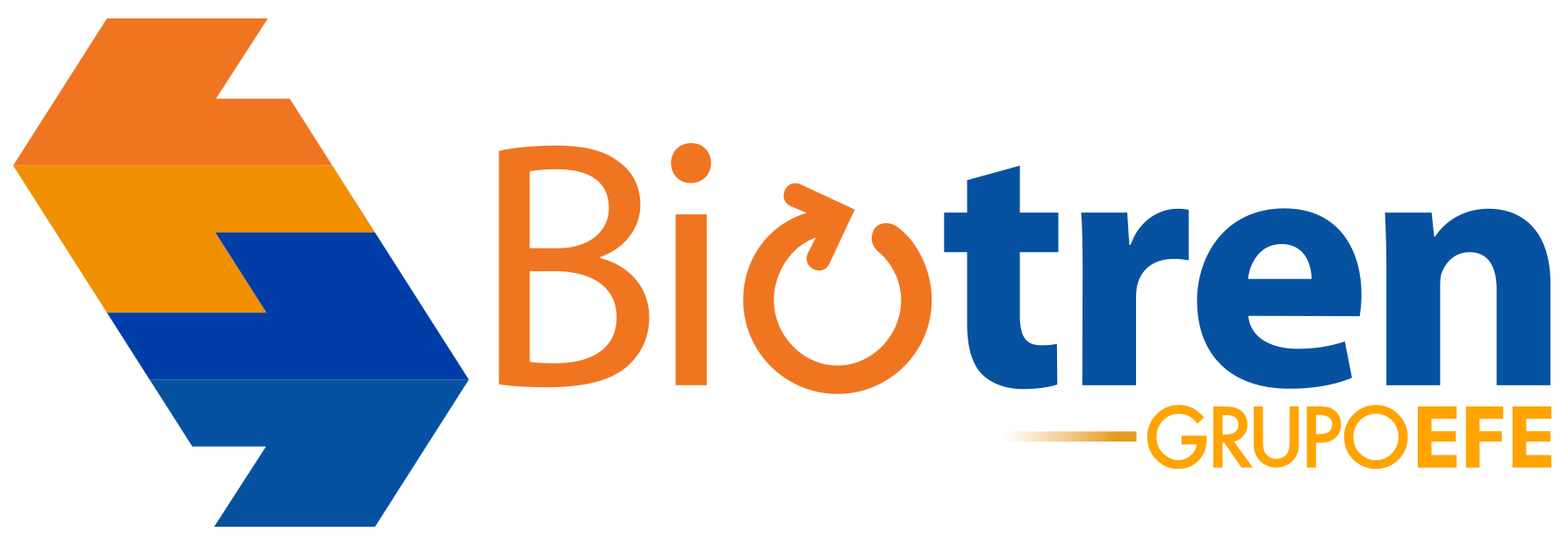
Biotréns logo

Biotrén är pendeltågssystemet i staden Concepción i Chile. Hela systemet täcker en stor del av storstadsområdet Gran Concepción och korsar kommunerna Concepción, Talcahuano, Hualpén, San Pedro de la Paz, Chiguayante och Hualqui. Systemet började operera den 24 november 2005, dock endast partiellt, och först år 2006 började hela banan att gå. Systemet körs av Ferrocarriles Suburbanos de Concepción SA (förkortat Fesub), ett dotterbolag till Empresa de los Ferrocariles de Estado (förkortat EFE), som är det statliga järnvägsbolaget. Systemet har årligen ungefär 1 500 000 passagerare och uppskattas ha upp till 5 000 påstigande dagligen.
2013 meddelade Chiles dåvarande president Sebastian Piñera att linje 2 skulle förlängas söderut mot Coronel, vilket därmed innebär ytterligare sju stationer i systemet.
Biotrén är en del av Biovías, ett förslag till ett stort heltäckande kollektivtrafiksystem för hela Gran Concepción. Man åker med Biotrén genom att använda kortet Tarjeta Biovías, som är ett betalkort som används för att betala resor med tåget.

## Historia
Den 1 december 1999 började tåg trafikera sträckan mellan Talcahuano-El Arenal och Chiguayante, där tåget stannade på tre ställen mellan dem (inklusive Estación Central de Concepción, numera nedlagd). Detta var det första förstadiet av Biotrén. 2001 utvecklades systemet ytterligare, med infogandet av ytterligare en station i den befintliga linjen samt en förlängning från Chiguayante till Hualqui.
I januari 2004 meddelande den dåvarande presidenten Ricardo Lagos att systemet skulle uppgraderas och förlängas ytterligare och döpas om till Biotrén. Detta innebar många renoveringar av dels själva järnvägen men även av många av stationerna, bland annat en ny centralstation, Estación Concepción. Detta innebar att systemet 2006 till slut var utbyggt och i fullt bruk med två linjer och sexton stationer.

## Linjer
Systemet består av två linjer, linje 1 och linje 2, som för närvarande består av tolv respektive sex stationer, men på grund av planerade utbyggnader och planerade nya stationer så kommer systemet i en nära framtid bestå av 26 stationer, med 13 stationer på vardera linje. De fetmarkerade stationerna i bilden är bytesstationer, så kallade Estaciones Indermodales (EIM, svenska: intermodala stationer), vilket innebär att man kan byta till Biobús och vid Estación Concepción även till en annan linje. Dessa stationer har även skåp för förvaring av cyklar och liknande.
Linje 1 mellan Mercado och Hualqui samt linje 2 mellan Concepción och Lomas Coloradas invigdes 2005 med delvis trafikering, och började trafikeras fullt ut 2006.
| Linje 1 | Linje 2 |
| - Estación Mercado - Estación Talcahuano-El Arenal - Estación Hospital Las Higueras - Estación Los Cóndores - Estación Universidad Técnica Federico Santa María - Estación Lorenzo Arenas - Estación Concepción - Estación Chiguayante - Estación Pedro Medina - Estación Manquimávida - Estación La Leonera - Estación Periquillo (planerad) - Estación Hualqui | - Estación Concepción - Estación Juan Pablo II - Estación Diagonal Biobío - Estación Alborada - Estación Costa Mar - Estación Lomas Coloradas - Estación Conavicoop (planerad) - Estación Escuadrón (planerad) - Estación Los Canelos (planerad) - Estación Los Molles (planerad) - Estación Los Chiflones (planerad) - Estación Nova Rosa Medel (planerad) - Estación Coronel (planerad) |